# Halloween 6: Przekleństwo Michaela Myersa
Halloween 6: Przekleństwo Michaela Myersa (tytuł oryg. Halloween 6: The Curse of Michael Myers, inne tłum. Halloween VI: Zemsta Michaela Myersa) – amerykański film fabularny (horror) z 1995 roku, poświęcony pamięci aktora Donalda Pleasence’a. 

## Fabuła
Szósta część horroru Halloween. Jamie Lloyd ucieka wraz z dzieckiem od tajemniczej sekty, która czci runę Ciernia. W międzyczasie w miasteczku Haddonfield wrócił zwyczaj obchodzenia święta Halloween. Tymczasem zdesperowana Jamie, której tropem ruszył Michael Myers (wujek i ojciec jej dziecka), dzwoni do miejskiej rozgłośni, ostrzegając wszystkich przed Michaelem. Powraca także niestrudzony dr Samuel J. Loomis (Donald Pleasence), który ponownie próbuje pokonać Michaela Myersa.
Film odbiega nieco od pozostałych części cyklu fabułą (wątek sekty, przekleństwa Myersa), niemniej jednak pozostaje w tym samym klimacie, co reszta. Opowiada o korzeniach psychopaty w białej masce.

## Obsada
- Marianne Hagan jako Kara Strode
- Paul Rudd jako Tommy Doyle
- Devin Gardner jako Danny Strode
- Donald Pleasence jako dr Sam Loomis
- Mitchell Ryan jako dr Terence Wynn / mężczyzna w czerni
- George P. Wilbur i A. Michael Lerner jako Michael Myers
- Leo Geter jako Barry Simms
- Keith Bogart jako Tim Strode
- Mariah O’Brien jako Beth
- Bradford English jako John Strode
- Kim Darby jako Debra Strode
- J.C. Brandy jako Jamie Lloyd
- Janice Knickrehm jako pani Blankenship
- Alan Echeverria jako dr Bonham
- Susan Swift jako siostra Mary
- Elyse Donalson jako pacjentka psychiatryka